# Валери Пелтеков
Валери Георгиев Пелтеков е български алпинист и пещерняк.

## Биография
Роден е на 28 февруари 1953 година в град Гоце Делчев. Завършва ВИФ „Георги Димитров“ със специалност „Алпинизъм“. Треньор в Туристическо дружество „Витоша“, преподавател във ВМЕИ – София (днес Технически университет).
Сред алпийските му постижения са изкачвания на два седемхилядника: връх Ленин (7134 m) в Памир (два пъти) и връх Корженевска (7014 m), също в Памир. В Алпите изкачва Северната стена на връх Айгер, Матерхорн по швейцарския ръб, Пиц Бадиле и други. В Кавказ – Елбрус, Бърно, Мисис Тау, Кундюм Мижирги.
Сред изявите му в пещернячеството са спускане в Сплуга дела Прета, втората по дълбочина в Италия (1979), до чието дъно (-878 m денивелация) достига заедно с Анна Тапаркова, и в пропастта Микеле Гортани, най-дълбоката в Италия (-920 m); до дъното достигат 7 участници в експедицията (Анна Тапаркова, Александър Анев, Валери Пелтеков, Васил Недков, Милко Вълчков, Николай Гладнишки и Трифон Даалиев).
Майстор на спорта по алпинизъм.